# Neghots

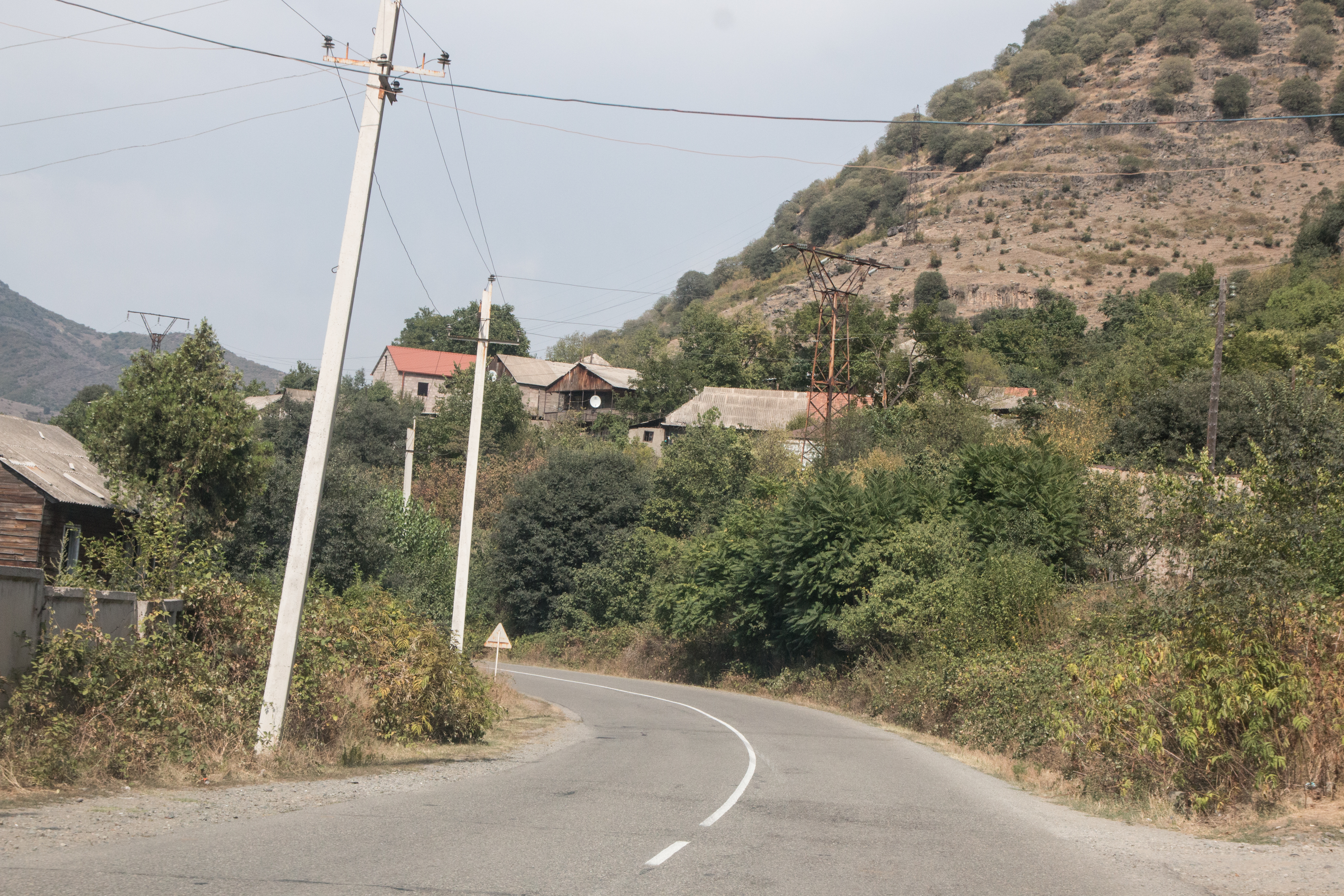
Vue de Neghots.

Neghots ou Neghuts (en arménien Նեղոց ; anciennement Gomahand) est une communauté rurale du marz de Lorri en Arménie. En 2008, elle compte 321 habitants.